# Kucie matrycowe
Kucie matrycowe – polega na kształtowaniu wyrobu w matrycy. 
Dolna część matrycy spoczywa na nieruchomej części młota mechanicznego, zwanej kowadłem lub z francuskiego szabotą. Górna część matrycy, umocowana w ruchomej części młota, zwanej bijakiem może podnosić się ku górze. Jeżeli w czasie pracy młota zostanie w obszarze wykroju dolnej części matrycy umieszczony nagrzany materiał, to uderzenie górnej części matrycy spowoduje wypełnienie wykroju matrycy materiałem. Powstaje wówczas produkt zwany odkuwką. Kucie matrycowe ma zastosowanie do wyrobu odkuwek o masie nieprzekraczającej kilkuset kilogramów. Zaletami procesu kucia matrycowego są niewielki czas wykonania wyrobu, możliwość produkowania odkuwek o skomplikowanych kształtach, możliwość zatrudnienia w produkcji pracowników niezbyt wysoko wykwalifikowanych oraz małe straty materiału wskutek stosowania małych naddatków na obróbkę.